# Halichoeres tenuispinis

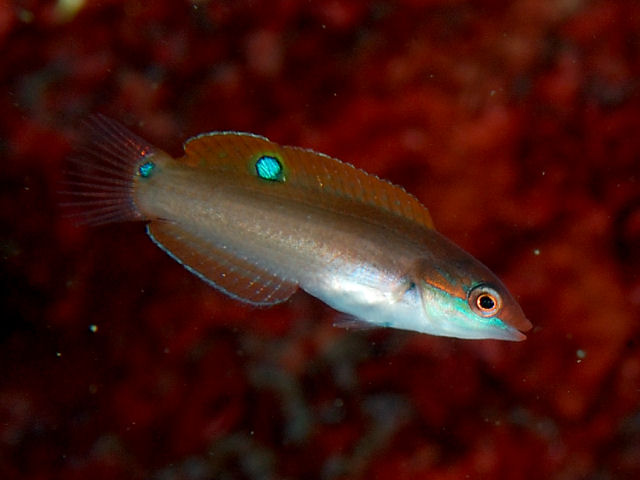
Esemplare giovanile

Halichoeres tenuispinis (Günther, 1862) è un pesce di acqua salata appartenente alla famiglia Labridae.

## Distribuzione e habitat
Proviene dalle barriere coralline del nord-ovest dell'oceano Pacifico, in particolare da Taiwan e Hong Kong. Nuota fino a 20 m di profondità in zone ricche di coralli e vegetazione acquatica.

## Descrizione
Presenta un corpo allungato, leggermente compresso ai lati e con la testa dal profilo appuntito. La lunghezza massima registrata è di 13,6 cm. Somiglia moltissimo a H. bleekeri, con il quale viene spesso confuso, e se ne distingue per il numero di raggi delle pinne pettorali e per la colorazione che presenta zone arancioni mediamente più estese delle macchie verdi. I giovani e le femmine possono presentare macchie scure sulle pinne.
In questa specie il dimorfismo sessuale è abbastanza marcato, perché le femmine hanno una colorazione decisamente meno appariscente, bicolore, con il dorso marrone pallido e il ventre bianco. Le loro pinne sono trasparenti e di dimensioni ridotte. I maschi adulti, invece, sono arancioni a macchie verdi, con una macchia nera e gialla all'inizio della pinna dorsale, arancione, e, come la pinna anale, non particolarmente alta.

## Biologia

### Comportamento
Prevalentemente diurno, nuota in piccoli banchi composti da pochi esemplari femminili e un solo maschio dominante. Spesso si nasconde negli anfratti rocciosi.

### Alimentazione
Si nutre prevalentemente di invertebrati acquatici come crostacei anfipodi, in particolare Gammaropsis japonica e Ericthonius pugnax.

### Riproduzione
È oviparo e la fecondazione è esterna; non ci sono cure nei confronti delle uova. È ermafrodita.

## Conservazione
Questa specie è classificata come "a rischio minimo" (LC) dalla lista rossa IUCN perché viene pescato molto raramente sia per essere mangiato sia per essere allevato in acquario. Non si hanno però informazioni certe sul suo areale perché viene confuso facilmente con H. bleekeri. È diffuso in alcune aree marine protette.